# Die Schönheitslinie
Die Schönheitslinie (Originaltitel The Line of Beauty) ist ein 2004 veröffentlichter Roman des britischen Schriftstellers Alan Hollinghurst. Auf Deutsch erschien der mit dem Booker Prize ausgezeichnete Roman in der Übersetzung durch Thomas Stegers im Jahr 2005.

## Handlung
Der Roman spielt im Großbritannien der Thatcher-Jahre und ist in drei Teile aufgeteilt, die in den Jahren 1983, 1986 und 1987. Protagonist ist der junge homosexuelle Oxford-Absolvent Nick Guest, der eigentlich aus mittelständischen Verhältnissen kommt, aber eine zeitweilige Aufnahme in elitäre Zirkel der britischen Gesellschaft erfährt.

### Der Liebesakkord,The Love Chord(1983)
Kurz nach Margaret Thatchers triumphalem Wahlsieg in der Unterhauswahl 1983 zieht Nick auf das luxuriöse Anwesen der Familie Fedden in Notting Hill. Er hatte mit Toby, dem Sohn der Feddens, in Oxford studiert und geriet dadurch in den Kreis der Familie. Nick fühlt sich zu Toby hingezogen, hat seine Begierde allerdings nie geäußert. Nicks Aufenthalt im Haus soll zunächst nur von kurzer Dauer sein, da er sich während der Abwesenheit der Feddens um das Haus kümmern soll. Familienvater Gerald Fedden ist ein erfolgreicher Geschäftsmann und wurde soeben das erste Mal für die Konservativen in das Unterhaus gewählt. Gerald war in dem Bezirk Barwick angetreten, in dem auch Nicks Eltern leben, hat aber sonst keinen Bezug zu dem Bezirk. Die Mutter Rachel stammt aus einer sehr reichen jüdischen Familie. Das Ehepaar hat zwei Kinder, neben Toby die als psychisch unstabil geltende Catherine.
Nick befindet sich in diesem Sommer alleine mit Catherine im Haus und versucht mit der Arbeit an seiner geplanten Doktorarbeit über Henry James zu beginnen. Als sie wieder eine psychische Krise erlebt, steht er ihr zur Seite. Daraufhin bieten die Feddens ihm an, dauerhaft in einer Dachkammer des Hauses wohnen zu bleiben. Durch die Feddens erhält Nick Einblick in das Leben der gesellschaftlichen und politischen Elite, wenngleich er (wie der sprechende Name Guest andeutet) im gewissen Sinne beobachtender Gast bleibt.
Nebenbei versucht Nick, der vom Lande kommt und bislang die Zeit vor allem mit Lernen verbracht hat, sexuelle Erfahrungen zu machen. Er trifft sich über eine Zeitungsanzeige mit Leo, einem schwarzen Mann aus dem Stadtteil Willesden, der einige Jahre älter als er ist. Leo lebt mit seiner religiösen Mutter, bei der er sich nicht geoutet hat. Nick fühlt, dass er Leo nicht in das Haus der Feddens mitnehmen kann; diese bringen seine Sexualität weder negativ noch positiv, sondern gar nicht zur Sprache. Daher findet ihre Affäre ausschließlich in öffentlichen Parks oder Seitenstraßen statt. Einmal stellt Leo ihm auch Pete vor, seinen früheren Liebhaber, einen Antiquitätenhändler mittleren Alters. Pete ist erkrankt, aber weiß nicht woran – ein erster Vorbote der beginnenden AIDS-Pandemie.

### Zu wem gehörst du so schön?,To Whom Do You Beautifully Belong?(1986)
Drei Jahre später lebt Nick immer noch im Haus der Feddens und schreibt weiterhin an seiner Doktorarbeit. Er verbringt mittlerweile den Großteil seiner Zeit mit Wani Ouradi, einem seiner einstigen Oxford-Kommilitonen. Ouradi ist der Sohn eines libanesischen Geschäftsmannes, der dank seiner Supermarktkette zum Milliardär geworden ist. Wani ist homosexuell und in einer Beziehung mit Nick, die er gegenüber seiner Familie verheimlicht. So hat Wani offiziell eine Verlobte. An der Seite von Wani führt Nick mittlerweile einen dekadenten Lebensstil mit Drogen, Sex, Geld und teuren Geschenken. Nick arbeitet mit Wani an einem Drehbuch zu einer möglichen Verfilmung von Henry James’ Roman Die Kostbarkeiten von Poynton sowie an der Herausgabe eines neuartigen Luxusmagazins namens Ogee – diese Betätigungen dienen auch dazu, ihre Beziehung vor Wanis Familie und den Feddens zu verschleiern.
Gerald hat sich inzwischen im Parlament etabliert und hofft auf einen baldigen Ministerposten. Nick begleitet Gerald auf einer Tour durch dessen Wahlbezirk. Hierbei besucht Nick auch seine Eltern, Antiquitätenhändler aus der Mittelklasse, von denen er mittlerweile entfremdet ist. Zufällig entdeckt Nick, dass Gerald mit seiner Assistentin Penny eine Affäre hat. Auch ansonsten fallen Nick immer deutlicher Risse im Familienleben der Feddens auf. Während Toby Fedden inzwischen geheiratet hat, verschlimmern sich die psychischen Probleme von Catherine. Sie wurde mit einer bipolaren Störung diagnostiziert und erhält nun Lithium zur Kontrolle ihrer Stimmungsschwankungen. Als Catherine, Nick und Wani gemeinsam einige Zeit im Ferienhaus der Feddens in Frankreich verbringen, kommt Catherine hinter das Geheimnis der beiden Männer. Sie schweigt allerdings vorerst darüber.
Anlässlich der Silberhochzeit von Gerald und Rachel findet eine große Feier statt. Dabei trifft Nick auch die Premierministerin Margaret Thatcher und bittet sie, durch Kokain ermutigt, zum Tanz. Sie nimmt an.

### Das Ende der Straße,The End of the Street(1987)
Bei den Parlamentswahlen 1987 gibt Nick seine Stimme nicht den Konservativen, sondern einer Kleinpartei. Zwar gewinnt Gerald bei den Wahlen erneut den Bezirk Barwick, allerdings nur knapp und mit Verlusten. Der Zenit der Thatcher-Jahre scheint überschritten. Ebenfalls für die Konservativen ins Parlament gewählt wird mit 28 Jahren Nicks ehemaliger Kommilitone Polly, der in seiner Zeit in Oxford allgemein als homosexuell bekannt war, mittlerweile aber mit einer Frau verlobt ist.
Nick wird aufgesucht von der Schwester seines ehemaligen Geliebten Leo. Sie teilt ihm mit, dass Leo vor einigen Wochen an AIDS verstorben sei und sie alle seine früheren Liebhaber kontaktiere. Obgleich er Leo seit Jahren nicht mehr gesehen hatte, ist Nick sehr betroffen. Wani ist inzwischen ebenfalls an AIDS erkrankt und gesundheitlich stark angeschlagen. Nur mit Mühe schafft es Wani zu einem Treffen mit zwei Investoren, die für die Henry-James-Verfilmung möglicherweise Geld beisteuern wollen. Da Wanis Tod absehbar scheint, möchte er in seinem Testament Nick mehrere Immobilien vermachen, die ihm lebenslange finanzielle Unabhängigkeit sichern sollen.
Wani deutet an, dass ein Skandal um falsch gemanagte Geldmittel bald Geralds Karriere zerstören könne. Als erste Zeitungen darüber berichten, ist Catherine in ausgelassener Stimmung und kann ihren lang gehegten Hass gegen ihre Eltern kaum verhehlen. Catherine bringt Nick dazu, sie zu einem geheimen Stelldichein von Penny und Gerald zu fahren. Catherine bringt die außereheliche Affäre an die Öffentlichkeit, wonach Gerald von seinem Parlamentssitz zurücktreten muss. Im Verlaufe der zahlreichen Berichte über Gerald Fedden kommt auch die Beziehung von Nick und Wani an die Öffentlichkeit, was eine weitere dankbare Skandalnachricht für die Presse darstellt.
Rachel Fedden kritisiert, dass Nick nie verstanden habe, dass seine Verantwortung im Haus gewesen sei, auf die unzuverlässige Catherine aufzupassen (was nie direkt geäußert wurde, Nick aber offenbar indirekt hätte verstehen müssen). Gerald benutzt Nick als Sündenbock für seine gescheiterte politische Karriere und wirft ihm an den Kopf, dass er in typischer Manier von Homosexuellen sich an eine Familie angebunden und diese dann zerstört habe, da er selbst keine Familie haben könne. Dann verweist er Nick des Hauses.
Nick zieht zu Wani und betrachtet die erste, und zugleich letzte, Ausgabe von Ogee. Er geht ein letztes Mal auf das Grundstück der Feddens, die abwesend sind, und packt seinen Besitz zusammen. Zufällig trifft er auf Penny, die ihm offenbart, dass sie und Gerald ihre Affäre weiterführen. Beim Verlassen des Grundstücks denkt Nick an einen HIV-Test, den er morgen vorsichtshalber machen lässt, und sinnt in Anbetracht dessen über den Wert des Lebens nach.

## Themen
Die Schönheitslinie ist ein Gesellschaftsroman, der im Großbritannien der 1980er-Jahre angesiedelt ist und viele Zeitphänomene aufgreift, „von AIDS über Unternehmensgier bis hin zu Sexskandalen der Tories, Kokain und den Merchant-Ivory-Kostümdramen“. Trotz der vielen Anspielungen auf Zeitphänomene der 1980er bleibt die Satire in Hollinghursts Roman eher subtil und entzieht sich einer Verurteilung der Figuren.
Das Privatleben von Nick, der seine Homosexualität im Geheimen auslebt und im Umkreis der Feddens teils verschleiert, gerät im Verlaufe des Romans in Auseinandersetzung mit der politischen und gesellschaftlichen Umgebung. Hierbei greift der Roman besonders das Thema der AIDS-Epidemie auf – Kritiker verwiesen darauf, dass Hollinghurst seinen Debütroman Die Schwimmbad-Bibliothek (1988) im Sommer 1983 spielen ließ, als die beginnende AIDS-Epidemie noch nicht im Bewusstsein der Menschen war. In Die Schwimmbad-Bibliothek hängt AIDS noch wie ein Damoklesschwert über den Schwulen, den weiteren Verlauf der Epidemie zeige Die Schönheitslinie auf. Die Schönheitslinie porträtiert ein Großbritannien der 1980er, in dem Homosexualität zwar seit fast zwei Jahrzehnten legal ist und gelebt werden kann, aber immer noch große Vorurteile innerhalb der Bevölkerung herrschen und gegebenenfalls – etwa durch AIDS oder den Presseskandal am Romanende – auch offen ausbrechen.

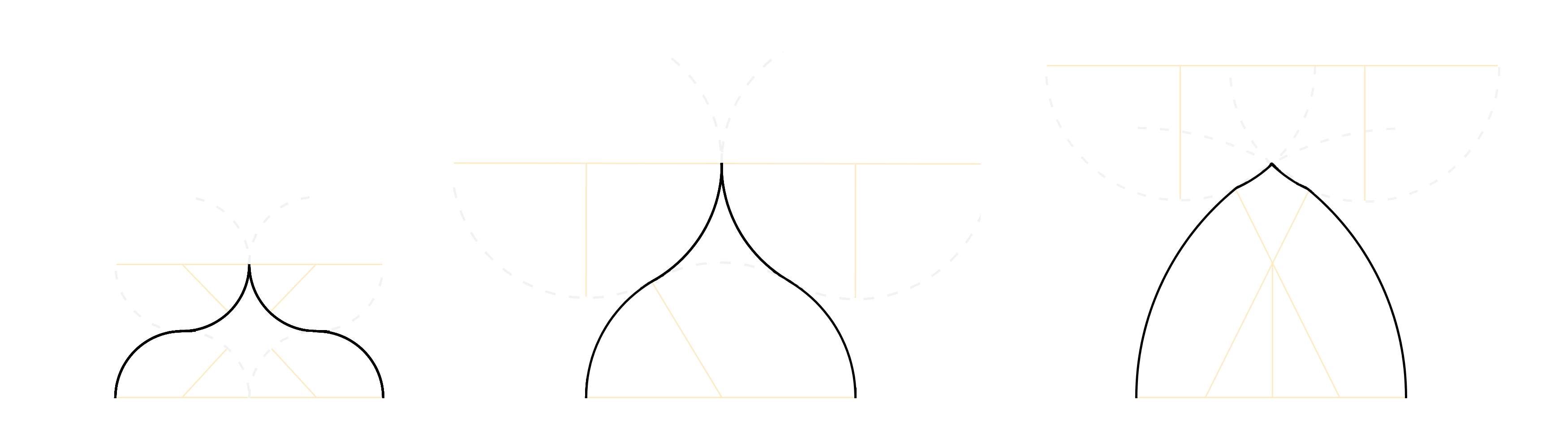
(v. l. n. r.) flacher oder gedrückter Kielbogen, normaler Kielbogen, „Eselsrücken“

Der Titel The Line of Beauty spielt auf William Hogarths Analysis of Beauty an, ist hierbei aber doppeldeutig. Der bekennende Ästhet Nick verbindet nach Hogarths 1753 veröffentlichtem Werk mit der Schönheitsline zunächst ein doppeltes „S“ wie bei einem Kielbogen (englisch für Kielbogen: ogee, der Name des Magazins von Nick und Wani). Der Kielbogen findet sich als Architekturform in Großbritannien in vielen bedeutenden Gebäuden und Häusern der Upper Class, ist also auch ein Zeichen für die Gesellschaftsschicht, in der Nick sich etablieren möchte. Später bekommt die Schönheitslinie aber noch weitere, teils narzisstisch oder verhängnisvoll wirkende Bedeutungen: Nick vergleicht den nackten, durchtrainierten Rücken von Wani mit der Doppelkurve der Schönheitslinie, doch nur wenig später verfällt dieser aufgrund seiner AIDS-Erkrankung. Ebenso wird steht die Schönheitslinie auch für die Linie Kokain, die Nick und Wani konsumieren, und damit für den euphorischen Hedonismus der Thatcher-Jahre.
Laut Hollinghurst sind die vielen Verweise auf Henry James im Roman nicht zufällig gewählt; er habe sich in einen Dialog mit dem Werk von James begeben, das er sehr verehre. Ähnlich wie James in seinen Romanen entwerfe er Situationen, in die eine Figur geworfen werde – Nick betrete eine „Welt von Macht und Reichtum, die er sehr glamurös findet, aber nicht wirklich verstehen lernt.“ Für Yebra ist Hollinghursts Roman ähnlich wie ein guter Teil des Werkes von James von dem Leben der Oberschicht fasziniert und beschreibt deren Häuser, Räume und Gesten ausführlich, analysiert aber wie bei James zugleich genau das englische Klassensystem aus einem ironischen Blickwinkel, oft durch Nicks Naivität oder Catherines kritische Haltung. Nicks Aufstieg in die Oberschicht inklusive Selbstinszenierung als Dandy und Ästhet endet damit, dass er am Romanende gegen die fein gezeichneten gesellschaftlichen Regeln verstößt und hierfür verstoßen wird. In den letzten Absätzen des Romans findet Nick dennoch einen an Nietzsches Vorstellung des modernen Menschen erinnernden Mut, sich mit der Möglichkeit des Sterbens und einer fehlenden Vollendung seines Lebens abzufinden.

## Kritiken
Hollinghursts Roman erhielt im englischsprachigen Raum im Allgemeinen sehr gute Besprechungen. Die Hauptfigur des Nick Guest wurde mit den Hauptfiguren Nicholas Jenkin aus Anthony Powells Romanzyklus A Dance to the Music of Time und Nick Carraway in Der große Gatsby verglichen, die ebenfalls Beobachter einer dekadenten Klasse ihrer Zeit sind.
Wieland Freund in Die Welt nannte Die Schönheitslinie einen „perfekten Gesellschaftsroman“, in dem alles glänze, aber die Schamgrenze durch die Figuren längst überschritten sei: „(...) jedes dieser Kapitel ist ein Kabinettstück mit vollendeter Szenerie, denkwürdigen Dialogen, dem nächsten funkelnden Stein im Mosaik eines bedingungslos beherrschten Plots“. Man wisse nicht wohin man schauen solle: „Treppauf in die gesellschaftlichen Höhen, in die Nick steigt, oder treppab in den moralischen Keller, in dessen dunklen Ecken sich Nicks Leben tatsächlich abspielt.“ Erzählt werde vom Kulturverfall, vom Bankrott eines Intellektuellen und vom Ende einer „Ende der Schönheit in Schönheit“. Doch der Roman selbst sei klassisch schön, zumal er wie ein klassisches Drama aufgebaut sei.
Freunds Welt-Kollege Tilman Krause sorgte 2004 für eine kleine Kontroverse, als er nach der Verleihung des Booker Prizes an Hollinghurst dessen Werk lobte und es in recht drastischen Worten mit der deutschsprachigen Literatur mit homosexueller Thematik verglich: „Hollinghurst ist kein schwuler Schriftsteller, wie wir sie aus Deutschland kennen, wo sie (Ausnahmen bestätigen die Regel!) in sektiererischen Verlagen ängstlich und szenefixiert ihre Ghettoware feilbieten.“ Daraufhin wurde Krause unter anderem Überheblichkeit vorgeworfen.
Sebastian Domsch schrieb in der taz vom 18. Dezember 2004, der Roman sei wie „präzise gearbeitete Uhrwerke, jeder Satz ist so spiegelblank poliert wie das Tafelsilber auf einem englischen Adelssitz, wenn hoher Besuch erwartet wird.“ Weiterhin hob er die Genauigkeit hervor, mit der Hollinghurst „komplexeste soziale Machtspiele“ beschreibe, die sich oft nur in Nuancierungen des Tonfalls oder winzigen Gesten ausdrücken würden. Hollinghurst halte den ganzen Achtzigerjahren einen Spiegel vor, und „wenn dessen Ränder mit geschmackvollen Ornamenten verziert sind, so wirkt die Fratze, die die polierte Oberfläche zurückwirft, nur umso unvorteilhafter.“

## Auszeichnungen
Die Schönheitslinie wurde im Jahr 2004 mit dem Booker Prize als bester englischsprachiger Roman des Jahres ausgezeichnet. Es war das erste Mal, dass ein Roman mit Homosexualität als einem zentralen Thema den Booker Prize ausgezeichnet wurde, und wurde für die schwule Literatur als Schritt „aus der Nische (...) in den literarischen Mainstream“ gewertet.
Im Januar 2015 wurde Die Schönheitslinie zunächst in die BBC-Auswahl der 20 besten Romane von 2000 bis 2014 (Platz 16) aufgenommen, dann im Dezember desselben Jahres in die BBC-Auswahl der 100 bedeutendsten britischen Romane (Platz 59). In einer 2019 von The Guardian erstellten Liste der bislang bedeutendsten Romane des 21. Jahrhunderts rangierte das Buch auf Platz 39.

## Verfilmung
Andrew Davies adaptierte Hollinghursts Roman für eine dreiteilige BBC-Miniserie unter Regie von Saul Dibb, die im Jahr 2006 erstausgestrahlt wurde. In den Hauptrollen spielten Dan Stevens als Nick Guest, Hayley Atwell als Catherine Fedden, Tim McInnerny als Gerald Fedden und Alice Krige als Rachel Fedden.

## Ausgaben
- The Line of Beauty. Picador Books, London 2004. 400 Seiten. ISBN 0-330-48321-8. (Originalausgabe)
- Die Schönheitslinie. Karl Blessing Verlag, München 2005. 576 Seiten. ISBN 978-3896672827. (deutsche Erstausgabe)
- Die Schönheitslinie. Heyne Verlag, München 2007. 576 Seiten. ISBN 978-3453470736. (deutsche Taschenbuch-Erstausgabe)